# تپه چال چیمان مال میری علیا
تپه چال چیمان مال میری علیا مربوط به مس و سنگ است و در شهرستان صحنه، بخش مرکزی، روستای مال میری علیا واقع شده و این اثر در تاریخ ۱۸ خرداد ۱۳۸۴ با شمارهٔ ثبت ۱۱۸۵۶ به‌عنوان یکی از آثار ملی ایران به ثبت رسیده است.